# Livre de Kémyt
Le livre de Kémyt, rédigé sous le règne d’Amenemhat Ier, est un des textes fondamentaux, avec l'Enseignement de Ptahhotep, pour l'éducation des scribes au Moyen Empire.

## Description

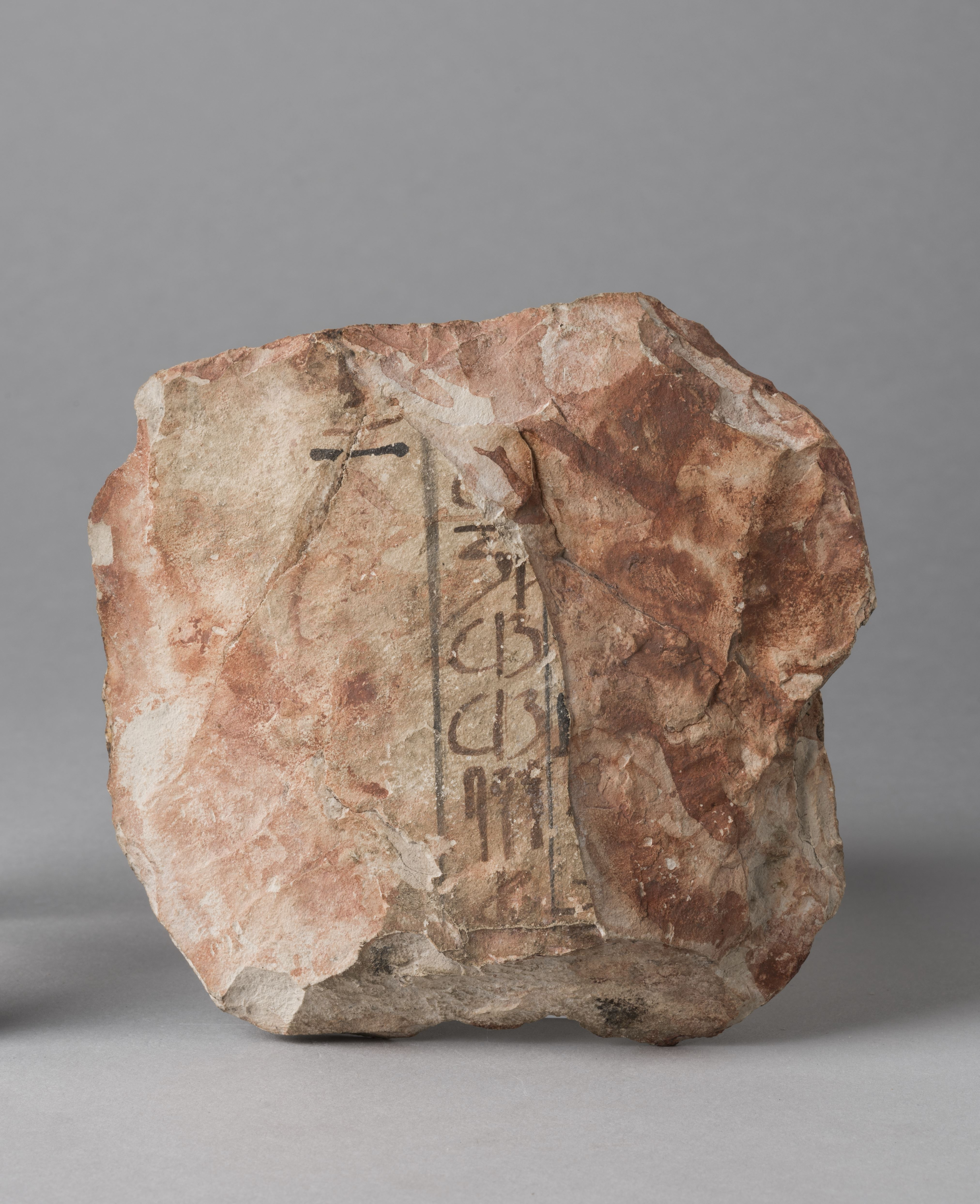
Ostrakon hiéroglyphique avec des extraits de la composition dite « Kemyt » (Museo Egizio, Turin P 1382)

Cette œuvre, qui prend la forme d'un manuel scolaire, était destinée à propager l'idéologie royale et à contribuer à former les jeunes scribes - qui aspiraient à servir à la cour.